# Glossosoma lividum
Glossosoma lividum là một loài Trichoptera trong họ Glossosomatidae. Chúng phân bố ở miền Tân bắc.